# Ralph Berndt
Ralph Berndt (* 1. August 1947 in Hamburg; † 24. Juli 2020 in Hamburg) war ein deutscher Wirtschaftswissenschaftler. Er war von 1985 bis 2012 Professor für Betriebswirtschaftslehre an der Eberhard Karls Universität Tübingen.

## Leben
Ralph Berndt studierte nach seiner Reifeprüfung in Hamburg 1968 seit dem Sommersemester 1968 Betriebswirtschaftslehre an der Universität Hamburg. Er wurde 1977 mit der Dissertation Optimale Werbeträger- und Werbemittelselektion. Eine Analyse unter Berücksichtigung der durch wiederholte Belegung eines Werbeträgers erzielbaren Werbeerfolge bei Paul Theisen zum Dr. rer. pol. promoviert. Von 1977 bis 1981 arbeitete er hier als wissenschaftlicher Assistent. 1981 habilitierte er sich in Hamburg mit der Schrift Einführungsplanungen neuer Produkte bei unsicheren Erwartungen. Eine entscheidungstheoretische Analyse.
1984 wurde er nach verschiedenen Lehraufträgen und Gastdozenturen Professor an der Universität Hamburg. Anschließend war er von 1986 bis 2012 ordentlicher Professor für Betriebswirtschaftslehre, insbesondere Marketing an der Eberhard Karls Universität Tübingen. Außerdem war er Mitglied des Stiftungsrates der GSBA Zürich und Autor zahlreicher Bücher.

## Schriften (Auswahl)

### Als Autor
- Marketing für öffentliche Aufträge. Vahlen, München 1988, ISBN 3-8006-1299-2.
- mit Claudia Fantapié Altobelli, Matthias Sander: Internationale Marketing-Politik. Springer, Berlin [u. a.] 1997, ISBN 3-540-63322-7.
- Marketingstrategie und Marketingpolitik. 4. Aufl. Springer, Berlin 2005, ISBN 3-540-22661-3.
- mit Adrienne Cansier: Produktion und Absatz. 2. Auflage, Springer, Berlin 2007, ISBN 978-3-540-69340-6.
- mit Claudia Fantapié Altobelli, Matthias Sander: Internationales Marketing-Management. 6. Auflage, Springer, Berlin 2020, ISBN 978-3-662-60860-9.

### Als Herausgeber
- Handbuch Marketing-Kommunikation. Gabler, Wiesbaden 1993, ISBN 3-409-13660-6.

- Management-Qualität contra Rezession und Krise. Springer, Berlin 1994, ISBN 3-540-57566-9. (= Herausforderungen an das Management, Bd. 1)

- Total-quality-Management als Erfolgsstrategie. Springer, Berlin [u. a.] 1995, ISBN 3-540-58952-X. (= Herausforderungen an das Management, Band 2)
- Global Management. Springer, Berlin 1996, ISBN 3-540-60903-2. (= Herausforderungen an das Management, Bd. 3)
- Business Reengineering. Effizientes Neugestalten von Geschäftsprozessen. Springer, Berlin 1997, ISBN 3-540-62546-1. (= Herausforderungen an das Management, Bd. 4).
- Springers Handbuch der Betriebswirtschaftslehre. 2 Bände, Springer, Berlin [u. a.] 1998, ISBN 3-540-64828-3 / ISBN 3-540-64829-1.
- Unternehmen im Wandel – Change Management. Springer, Berlin 1998, ISBN 3-540-64072-X. (= Herausforderungen an das Management, Bd. 5)
- Management-Strategien 2000. Berlin, Springer 1999, ISBN 3-540-65608-1. (= Herausforderungen an das Management, Bd. 6).
- Innovatives Management. Springer, Berlin 2000, ISBN 3-540-66968-X. (= Herausforderungen an das Management, Bd. 7)
- E-Business-Management. Mit 3 Tabellen. Berlin [u. a.] 2001, ISBN 3-540-41672-2. (= Herausforderungen an das Management, Band 8)
- Management-Konzepte für die New Economy. Springer, Berlin 2002, ISBN 3-540-43196-9. (= Herausforderungen an das Management, Bd. 9)
- Leadership in turbulenten Zeiten. Mit 14 Tabellen. Springer, Berlin [u. a.] 2003, ISBN 3-540-00495-5. (= Herausforderungen an das Management, Band 10)
- Competitiveness und Ethik. Springer, Berlin 2004, ISBN 3-540-20675-2. (= Herausforderungen an das Management, Band 11)
- Management-Konzepte für kleine und mittlere Unternehmen. Mit 17 Tabellen. Springer, Berlin [u. a.] 2006, ISBN 3-540-31771-6. (= Herausforderungen an das Management, Band 13)
- Internationale Wettbewerbsstrategien. Die globale Wirtschaft und die Herausforderung China. Mit 25 Tabellen. Springer, Berlin [u. a.] 2007, ISBN 978-3-540-74585-3. (= Herausforderungen an das Management, Band 14)
- Weltwirtschaft 2010. Trends und Strategien. Springer, Berlin [u. a.] 2009, ISBN 978-3-642-02082-7. (= Herausforderungen an das Management, Band 15)
- Erfolgreiches Management. Springer, Berlin [u. a.] 2010, ISBN 978-3-642-13685-6.